# Alte Alpi
Alte Alpi (in francese Hautes-Alpes, in occitano Auts Aups, in arpitano Hiôtes-Ârpes) è un dipartimento francese della regione Provenza-Alpi-Costa Azzurra (Provence-Alpes-Côte d'Azur). Il suo territorio confina con i dipartimenti di Alpi dell'Alta Provenza (Alpes-de-Haute-Provence) Drôme, Isère, Savoia (Savoie) e anche con l'Italia a est (città metropolitana di Torino e provincia di Cuneo, in Piemonte). È stato creato dopo la rivoluzione francese, il 4 marzo 1790, in applicazione della legge del 22 dicembre 1789, a partire dal territorio meridionale della provincia del Delfinato e dal territorio settentrionale della provincia di Provenza.

## Etimologia
Il nome del dipartimento deriva dal fatto che fino al 1860 qui vi erano le montagne più alte della Francia, culminanti nel Barre des Écrins (dopo l'annessione della Savoia avvenuta in quell'anno, il primato passò al Monte Bianco). Prima esisteva anche un dipartimento delle Basse Alpi, ma nel 1970 cambiò il proprio nome in Alpi dell'Alta Provenza.

## Geografia fisica
La regione è essenzialmente montagnosa e nei massicci della regione di Briançon (massiccio des Écrins, Massiccio d'Arvan-Villards, ...), le vette raggiungono e superano i 4.000 m (Barre des Écrins, 4102 m). È il dipartimento con l'altitudine media più elevata (più di 1.000 metri) e comprende il comune più alto di Europa, Saint-Véran, situato a un'altitudine di 2.042 metri. Infine Gap è la prefettura francese più alta. Lo stesso record lo detiene Briançon fra le sottoprefetture.
Le sezioni e sottosezioni alpine che interessano il dipartimento sono:
- Alpi Cozie (Alpi del Monviso, Alpi del Monginevro e Alpi del Moncenisio)
- Alpi del Delfinato (Alpi delle Grandes Rousses e delle Aiguilles d'Arves, Massiccio des Écrins, Massiccio del Champsaur, Massiccio dell'Embrunais e Monti orientali di Gap)
- Prealpi del Delfinato (Prealpi del Devoluy, Prealpi occidentali di Gap).

Due fiumi raccolgono le acque che scendono dalle Alpi: il Drac, con il suo affluente la Romanche confluisce nell'Isère verso Grenoble, ed entra nel Rodano presso Valence, mentre la Durance, con gli affluenti del Guil, dell'Ubaye e del Buëch entra nel Rodano presso Avignone. Si citano inoltre la Clarée e la Séveraisse. I fiumi sono interrotti più volte da dighe, in particolare quella di Serre-Ponçon sulla Durance, che ha creato un lago artificiale a due bracci.
La vallata della Durance costituisce una via di passaggio tra Francia ed Italia e costituisce un limite climatico tra le Alpi settentrionali e le prealpi meridionali, già mediterranee.
Nella regione sono stati creati, dopo il 1950, i parchi naturali: quello nazionale des Écrins e quello regionale del Queyras.

## Storia
Il territorio del dipartimento era abitato dalle tribù galliche dei Segusiani (Segusio, Susa), i Caturigi (Caturigae, Chorges), i Brigantini (Brigantium, Briançon) e i Tricori (Vapincum, Gap), tutti alleati o dipendenti probabilmente dai Voconzi. Una più recente ricostruzione, sempre sugli scritti di Polibio, collocaca il passaggio per il Colle dell'Autaret nelle Valli di Lanzo e la discesa a quello che è l'attuale comune di Usseglio. Una curiosità è che una frazione di Usseglio si chiama Margone (Magone era il fratello di Annibale). Le Valli di Lanzo, patria dei Graioceli, si opposero alla avanzata romana aiutando il condottiero cartaginese nel passaggio delle Alpi 
Il passaggio delle Alpi da parte di Annibale nell'inverno del 218 a.C., nel corso della Seconda guerra punica, avvenne in questa regione, dopo aver vinto l'opposizione dei Caturigi ed essersene fatti degli alleati per la guerra contro i Romani. Successivamente i Caturigi combatterono ancora contro i Romani insieme agli Allobrogi. Più tardi si opposero al passaggio di Cesare quando questi traversò il passo del Monginevro per portare guerra agli Elvezi. All'epoca di Augusto il territorio era sotto il dominio del re Cozio, con capitale a Segusium. Sull'arco trionfale più tardi eretto in questa città sono ricordati i nomi dei quattordici popoli che facevano parte del suo regno. Cozio strinse alleanza con i Romani, ottenendo in cambio di mantenere i suoi possedimenti, che passarono a Roma solo dopo la morte del suo successore.
Alla caduta dell'Impero romano d'Occidente si erano stanziati nella regione i Visigoti e i Burgundi, sostituiti poi dai Franchi. All'inizio del X secolo iniziarono le razzie dei Saraceni, di cui si ricorda in particolare il massacro dei cristiani di Oulx, che in seguito all'episodio prese il nome di plebs martyrum. Diversi toponimi della regione ricordano i Maures (o Barbarins). La regione era divisa fra tre piccoli stati indipendenti, con capitali a Embrun, a Briançon e a Gap. Più tardi l'intera regione entrò a far parte del Delfinato, retto dai signori del Viennois con il titolo di "delfini", conservando tuttavia una certa autonomia nelle locali istituzioni comunali. Nel 1349 il Delfinato entrò a far parte del regno di Francia.
Nelle montagne si era diffusa l'eresia dei Valdesi, che fu duramente perseguitata dalle autorità ecclesiastiche. Nel 1485 più di duemila Valdesi della Vallouise, che si erano rifugiati nella caverna dell'Aile-Froide, sulla montagna del Pelvoux, furono massacrati dopo un assedio di otto giorni e in ricordo dell'episodio la località prese il nome di Baume des Vadois. La persecuzione ebbe termine solo nel 1500 con Luigi XII.
Le guerre di religione francesi furono segnate dalla presa di Embrum nel 1585, ad opera di François de Bonne, duca di Lesdiguières (ultimo conestabile di Francia e amico di Enrico IV). Nel 1692 la regione fu ancora invasa e devastata dal duca di Savoia Vittorio Amedeo II, che fu finalmente respinto al col di Cabre. Ad evitare altri episodi fu quindi fortificata Briançon e costruita la cittadella di Mont-Dauphin ad opera di Vauban. Tra il 1531 e il 1720 la regione fu colpita da tre epidemie di peste e ci furono anche stagioni di carestia.
Durante la rivoluzione francese numerosi proscritti si rifugiarono sulle montagne. Nel 1815, dopo la fuga dall'Elba, Napoleone I fece tappa a Gap, accolto festosamente dalla popolazione.
La prima guerra mondiale causò alte perdite, in particolare presso il reggimento alpino dei "Diables bleus" ("Diavoli blu"), aggravando lo spopolamento della regione. Nel corso della seconda guerra mondiale il dipartimento fu occupato prima dagli Italiani e poi dai Tedeschi, e fu poi liberato dagli eserciti franco-americani con l'aiuto dei partigiani.

## Economia
Fortemente isolata per la mancanza di vie di comunicazione importanti, la regione si è parzialmente aperta dopo la costruzione di una ferrovia nel 1875. L'economia è prevalentemente rurale (foreste, pascoli, frutta, allevamento, latte, ma anche viti nella valle della Durance).
Un certo sviluppo ha il turismo, d'estate intorno al lago di Serre-Ponçon e d'inverno nelle attrezzate stazioni sciistiche di Mont-Genèvre, Serre-Chevalier, Vars, les Orres, Risoul, Ceüze.

## Arte e cultura
Il museo di Gap conserva resti dell'età del bronzo e ceramiche romane e il mausoleo del conestabile de Lesdiguières, opera dello scultore di Lorena, Jacob Richier
I principali monumenti sono rappresentati dalle fortificazioni militari: oltre alle opere di Vauban a Briançon e a Mont-Dauphin, rimangono i castelli di Château-Queyras, Tallard e Montmaur.
Sono ancora da citare l'abbazia di Nostra Signora di Boscodon e la cattedrale gotica di Embrun, dedicata a Notre-Dame-des-Rois (Nostra Signora dei Re), di cui i re di Francia erano canonici onorari.
Nel XIV e XV secolo sono presenti diversi affreschi, dovuti soprattutto a pittori piemontesi, mentre al XVII risale la basilica di Notre-Dame-du-Laus.
Nei villaggi e nelle cittadine si possono scoprire abitazioni fortificate o ornate di portici e di architravi scolpiti in legno, opera di artisti anonimi locali o provenienti dall'Italia settentrionale.

## Società

### Evoluzione demografica
La morfologia del dipartimento spiega la relativa scarsità della popolazione che lo abita. Dopo il 1960 la popolazione ha subito un lieve incremento grazie al turismo.